# Ivan Mervielde

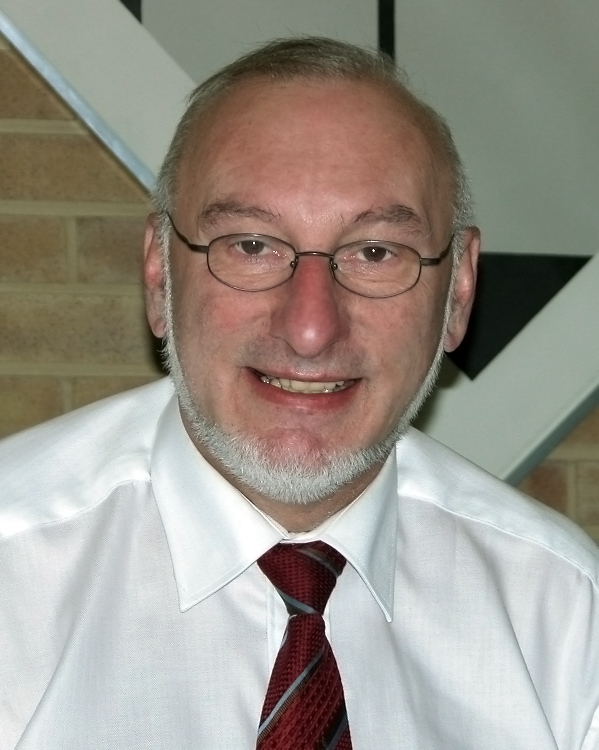
Ivan Mervielde

Ivan Mervielde (Gent, 11 januari 1947 - aldaar, 22 augustus 2011) was een Belgisch psycholoog en gewoon hoogleraar aan de Universiteit Gent, waar hij voorzitter was van de vakgroep Ontwikkelingspsychologie, Persoonlijkheidspsychologie en Sociale psychologie.

## Opleiding
Ivan Mervielde haalde in 1969 aan de Rijksuniversiteit Gent zijn licentiaat Psychologische en Pedagogische wetenschappen, en in 1974 een MA Psychologie aan de University of California in Santa Barbara. In 1977 promoveerde hij aan de Rijksuniversiteit Gent met de grootste onderscheiding op het proefschrift getiteld Persoonsperceptie als informatieverwerking.

## Loopbaan
Van 1969 tot 1979 was Mervielde wetenschappelijk medewerker aan de Rijksuniversiteit Gent en vervulde tussendoor zijn militaire dienstplicht. Van 1992 tot 1993 was hij gasthoogleraar aan de Katholieke Universiteit Leuven. In 1990 werd hij benoemd tot lector aan de Gentse universiteit en in 1997 tot hoogleraar. Van 2001 tot 2004 was hij hoofdredacteur van de European Journal of Personality.

## Bestuursfuncties
Van 1989 tot 1996 was hij lid van de Raad van bestuur van de Belgische Federatie ven Psychologen, sector onderwijs en onderzoek. Van 1998 tot 2000 was hij President van de European Association of Personality Psychology. Vanaf 2004 is hij voorzitter van zijn vakgroep.

## Onderscheidingen
Ivan Mervielde is houder van de volgende eretekens van nationale orden: Commandeur in de Kroonorde en Grootofficier in de Orde van Leopold II.

## Belangrijkste onderzoekslijnen
Mervielde deed veel onderzoek naar de waarde van de persoonlijkheidstheorie die bekendstaat als de big five. Samen met Filip de Fruyt en een internationaal samengesteld team van psychologen onderzocht hij in hoeverre die theorie ook waarde heeft voor de kinderleeftijd, en of daarin verschillen zijn te zien in verschillende landen, talen en culturen. Ook ontwikkelden zij een Nederlandstalige vragenlijst voor kinderen, gericht op het in kaart brengen van hun big five-persoonlijkheidskenmerken.
Daarnaast bestudeert hij de relatie tussen deze vijf persoonlijkheidsdimensies en de ontwikkeling van psychopathologie. Met Sarah de Pauw richtte hij zich in het algemeen op de relatie tussen temperament, persoonlijkheid en probleemgedrag. Met Alain van Hiel onderzocht hij de persoonlijkheidskenmerken van personen met politiek uitgesproken rechts-conservatieve meningen, neigend naar rechts-extremisme.

## Publicaties (boeken, selectie)
- Mervielde, I., Deary, I., De Fruyt, F. & Ostendorf, F. (Eds.) (1999). Personality psychology in Europe. Proceedings of the Eight European Conference on Personality Psychology. Tilburg University Press.
- Mervielde, I., & Hampson, S. E. (2000). Advances in Personality Psychology. Series editors. Philadelphia PA: Taylor & Francis, 2000, 242 pp.
- Kohnstamm, G. A., Halverson, C. F. Jr., Mervielde, I., & Havill, V. (Eds.) (1998). Parental descriptions of Child Personality: Developmental Antecedents of the Big Five? Mahwah, New Jersey: Lawrence Erlbaum Associates.
- Brehm, S. S., Kassin, S. M., Fein, S., Van Hiel, A., & Mervielde, I. (2006). Sociale Psychologie. Gent: Academia Press, 687 pp.

## Publicaties (Tests)
- De Fruyt, F., Mervielde, I. Hogerheijde, R.P. & Van Amstel, B. (1995). Beroepskeuze Zelf-Onderzoek versie 1995. Een gids voor opleidings- en beroepskeuze. Beroepenzoeker - Vlaamse editie. Lisse: Swets & Zeitlinger.
- Mervielde, I., & De Fruyt, F. Hiërarchische Persoonlijkheidsvragenlijst voor Kinderen (HiPIC). Amsterdam: Hogrefe (2010).

## Artikelen in tijdschriften (selectie)
- Mervielde, I. (1992). The B5BBS-25: A Flemish set of bipolar markers for the "Big-Five" personality factors, Psychologica Belgica, 32, 195-210.
- Mervielde, I. (1992). The Big 5 Personality-Factors As Predictors of Primary-School Achievement. International Journal of Psychology, 27, 3-4, 353-353.
- Mervielde, I., & Vuylsteke, M. (1992). Personality and Architectural Style Preference. International Journal of Psychology, 27, 3-4, 353-353.
- Mervielde, I., Buyst, V., & De Fruyt, F. (1995). The validity of the Big Five as a model for teachers' ratings of individual differences in children aged 4 to 12. Personality and Individual Differences, 18, 525-534.
- De Fruyt, F., & Mervielde, I. (1996). Personality and interests as predictors of educational streaming and achievement. European Journal of Personality, 10, 405-425.
- Van Hiel, A., & Mervielde, I. (1997). Attitudes en persoonlijkheidseigenschappen van politiek extremisten: een overzicht en een evaluatie van de belangrijkste theorieën. Tijdschrift voor Sociale Wetenschappen, 42, 270-289.
- De Fruyt, F., & Mervielde, I. (1998).The assessment of the Big Five in the Dutch language domain. Psychologica Belgica, 38, 1-22.
- Van Hiel, A., Kossowska, M., & Mervielde, I. (2000). The relationship between Openness to Experience and political ideology. Personality and Individual Differences, 28, 741-751
- De Fruyt, F., Mervielde, I., & Van Leeuwen, K. (2002). The consistency of personality type classification across samples and five-factor measures. European Journal of Personality, 16, 57-72
- Van Hiel, A., Mervielde, I., & De Fruyt, F. (2004). The relationship between maladaptive personality and right wing ideology. Personality and Individual Differences, 36, 405-417.
- Van Hiel, A., & Mervielde, I. (2003). The measurement of cognitive complexity and its relationship with political extremism. Political Psychology, 24), 781-801.
- Van Hiel, A, & Mervielde, I (2004). Openness to experience and boundaries in the mind: Relationships with cultural and economic conservative beliefs. Journal of Personality, 74, (4), 659-686.

- International Standard Name Identifier: 0000 0003 9687 7546
- Library of Congress Control Number: nb99181024
- Nederlandse Thesaurus van Auteursnamen: 200436791
- Système universitaire de documentation: 191796212
- Virtual International Authority File: 291913210